# Stemização
Em morfologia linguística e recuperação de informação a stemização (do inglês, stemming) é o processo de reduzir palavras flexionadas (ou às vezes derivadas) ao seu tronco (stem), base ou raiz, geralmente uma forma da palavra escrita. O tronco não precisa ser idêntico à raiz morfológica da palavra; ele geralmente é suficiente que palavras relacionadas sejam mapeadas para o mesmo tronco, mesmo se este tronco não for ele próprio uma raiz válida. O estudo de algoritmos para stemização tem sido realizado em ciência da computação desde a década de 60. Vários motores de buscas tratam palavras com o mesmo tronco como sinônimos como um tipo de expansão de consulta, em um processo de combinação.
É comum se referir aos programas de stemização como stemmers ou algoritmos de stemming.

## História
O primeiro stemmer publicado foi escrito por Julie Beth Lovins em 1968. Esse artigo foi notável por sua data antecipada e teve grande influência sobre os trabalhos posteriores nesta área.

## Leitura complementar
- Porter, Martin F. (1980). «An Algorithm for Suffix Stripping». Program (em inglês). 14 (3): 130–137